# نویس (جعفرآباد)
نویس، روستایی در دهستان قاهان بخش قاهان شهرستان جعفرآباد در استان قم ایران است.
فاصلهٔ این روستا با شهر قاهان برابر با ۷ کیلومتر و با شهر قم برابر با ۸۲ کیلومتر است.

## مشاهیر
از بزرگان این روستا می‌توان از استاد اسماعیل محمدی نویسی اسطوره تعزیه خوانی ایران، فرار فاطمی بازیکن تیم‌های پرسپولیس و استقلال و تیم ملی، مهدی میرزا ابوالحسنی داور درجه ملی فدراسیون فوتبال ایران و از علمای گرانقدر هم می‌توان از عالم جلیل القدر آیت‌الله نویسی، رضا سمنانی و داوود سعادتی نام برد.

## آثار باستانی
از آثار باستانی این روستا می‌توان از آتشکده نویس و حمام قدیمی آن اشاره نمود.

## جمعیت
بر پایه سرشماری عمومی نفوس و مسکن در سال ۱۳۹۵، جمعیت این روستا برابر با ۱۵۸ نفر (۷۴ خانوار) بوده است.

## نگارخانه

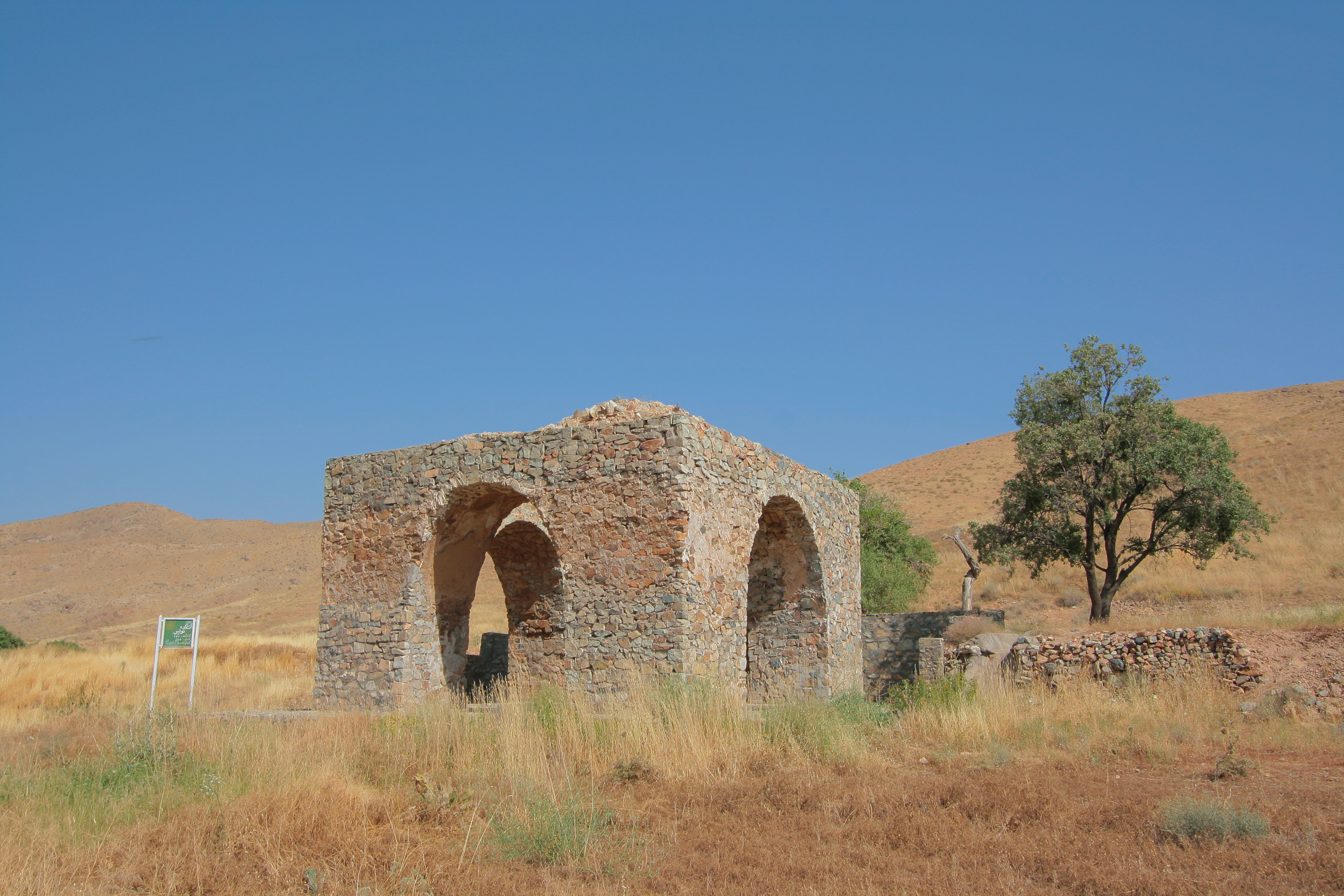
چهارطاقی روستای نویس
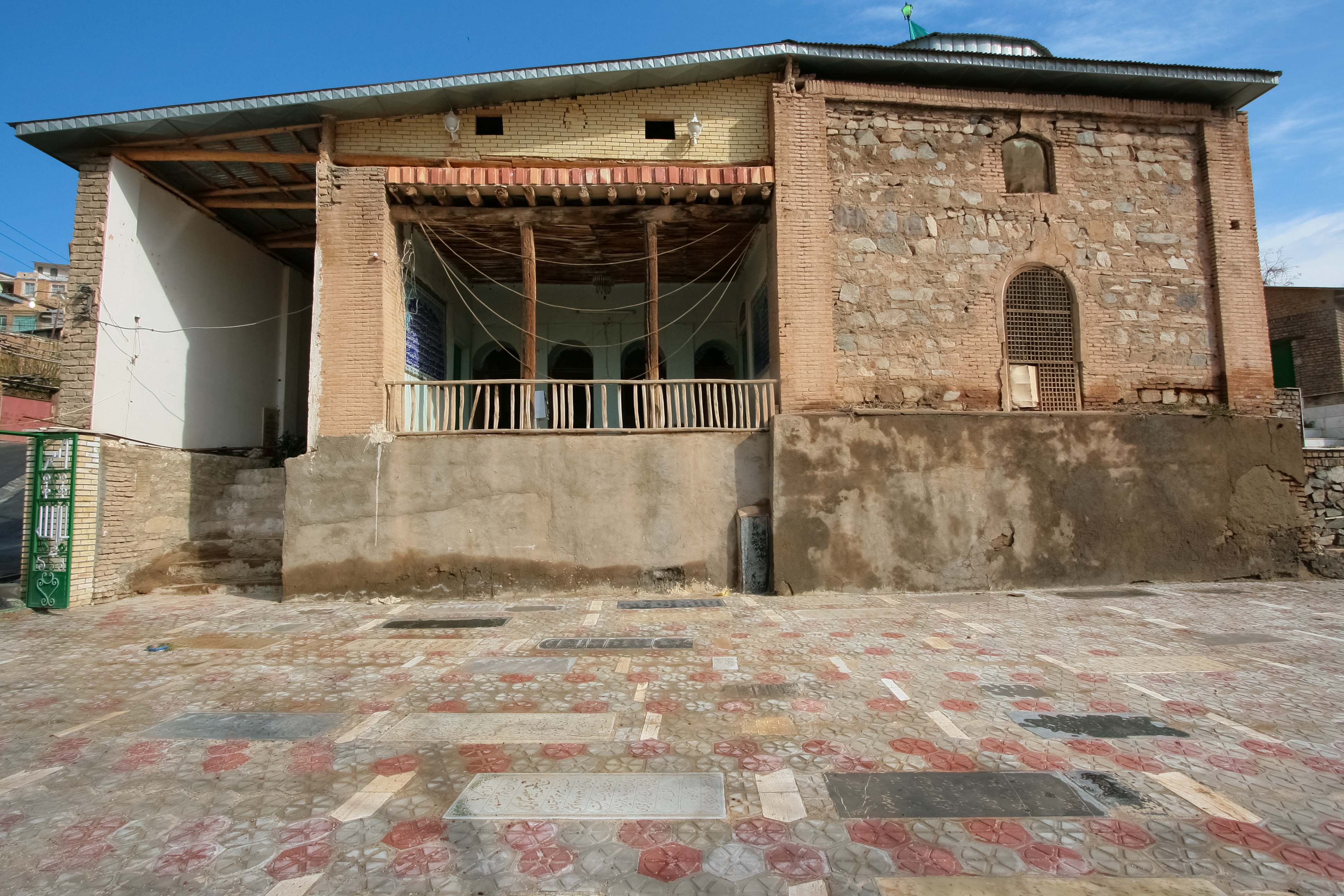
امامزاده بی بی شریفه خاتون
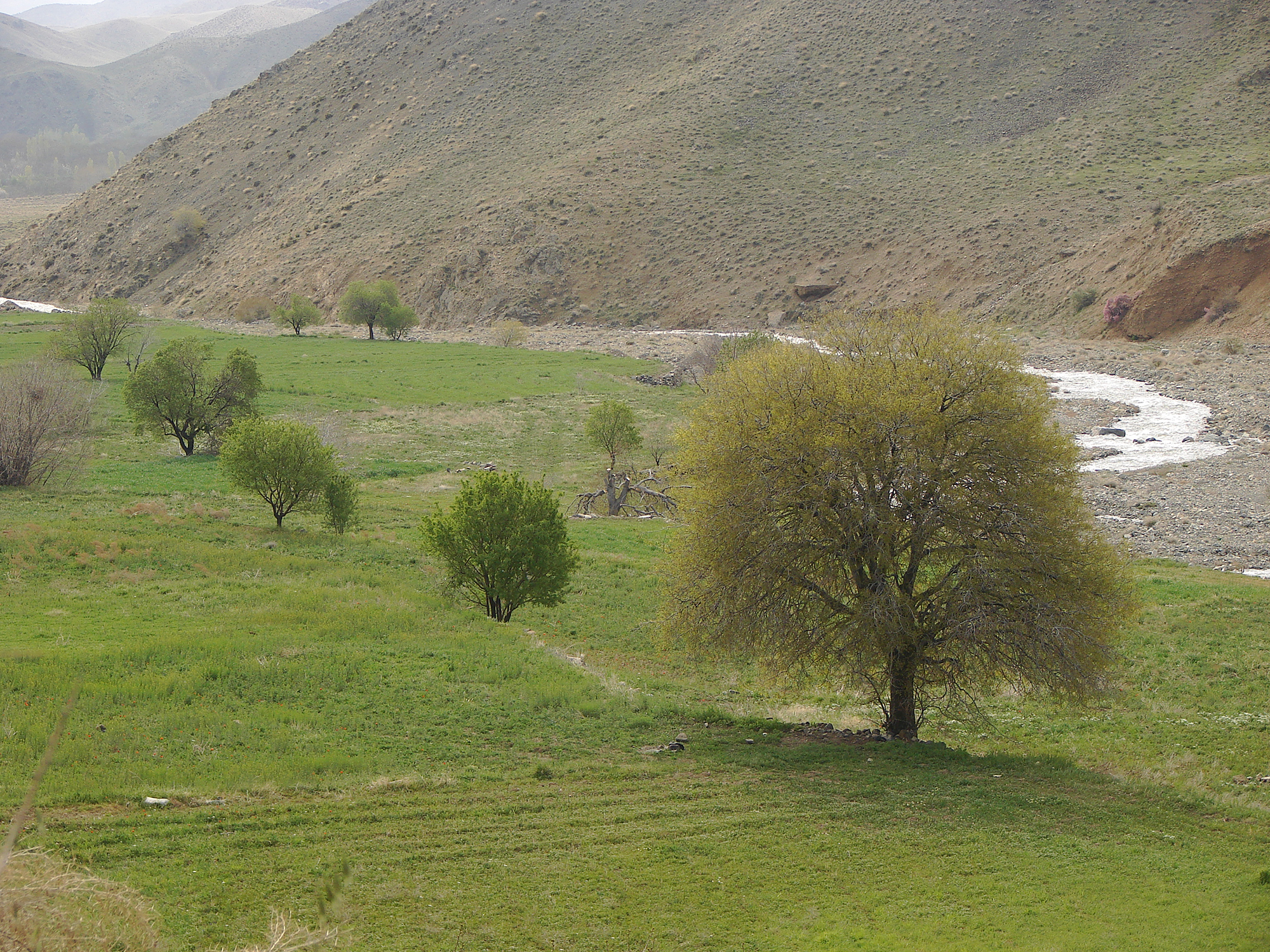
دره زیبای روستای نویس
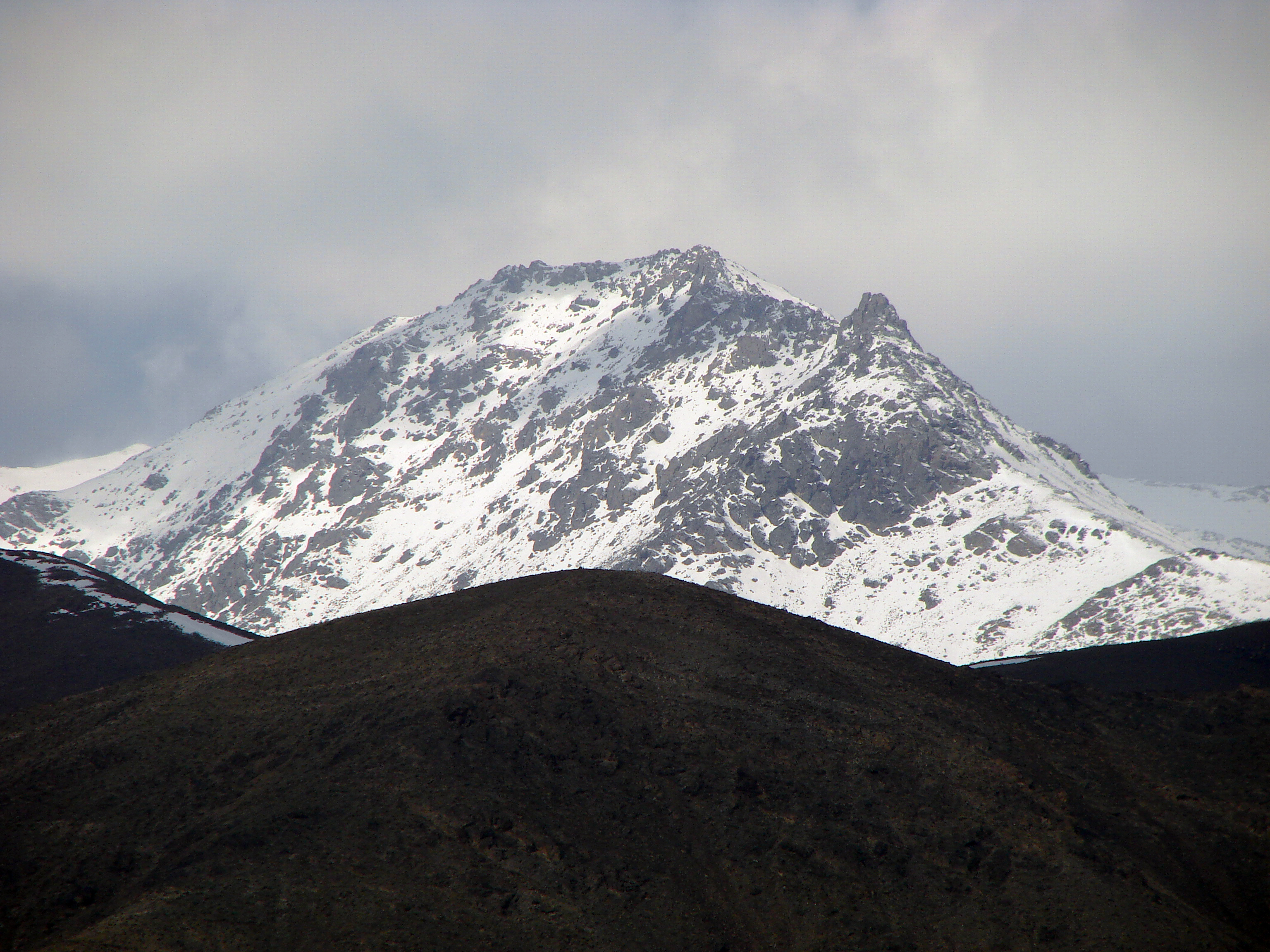
کوهستان مشرف به روستا